# Long Nghiêu
Long Nghiêu (chữ Hán giản thể: 隆尧县, âm Hán Việt: Long Nghiêu huyện) là một huyện thuộc địa cấp thị Hình Đài, tỉnh Hà Bắc, Cộng hòa Nhân dân Trung Hoa. Huyện này có diện tích 749 ki-lô-mét vuông, dân số 480.000 người. Mã số bưu chính Long Nghiêu là 055350. Chính quyền quận Long Nghiêu đóng ở trấn Long Nghiêu. Huyện này được chia thành 5 trấn và 7 hương.
- Trấn: Long Nghiêu, Sơn Khẩu, Duẫn Thôn, Ngụy Gia Trang, Cố Thành.
- Hương: Song Bi, Đông Lương, Bắc Lâu, Liên Tử Trấn, Ngưu Gia Kiều, Đại Trương Trang, Thiên Hộ Doanh.